# Loasa tricolor
Loasa tricolor là một loài thực vật có hoa trong họ Loasaceae. Loài này được Ker Gawl. mô tả khoa học đầu tiên.

## Hình ảnh

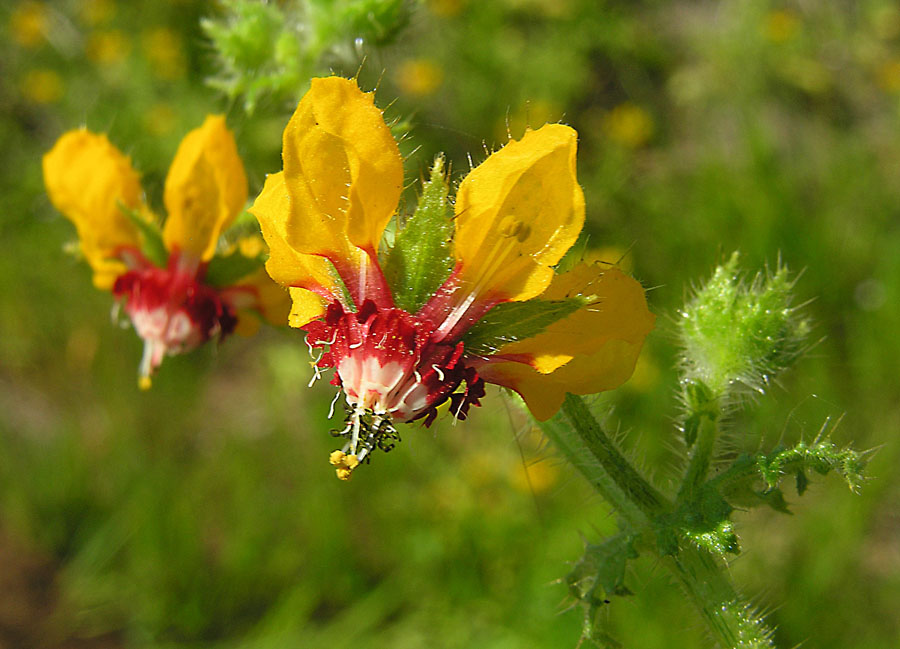
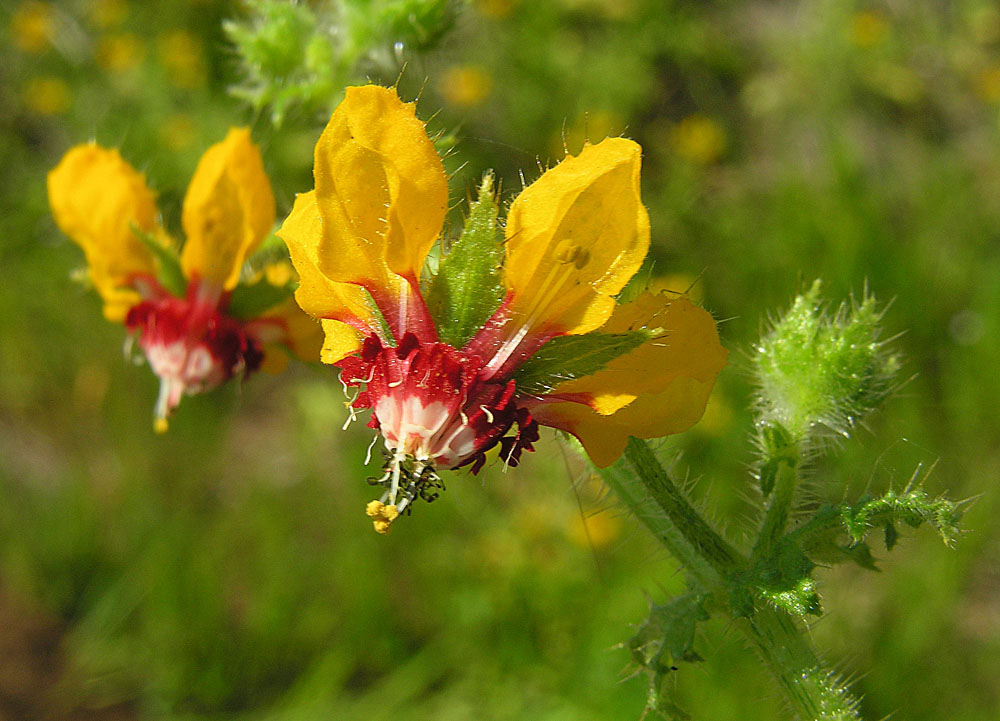